# 圣皮埃尔卡尼韦
圣皮埃尔卡尼韦（法語：Saint-Pierre-Canivet，法語發音：[sɛ̃ pjɛʁ kanivɛ] ⓘ）是法国卡尔瓦多斯省的一个市镇，属于卡昂区。

## 地理
圣皮埃尔卡尼韦（48°55'50"N, 0°13'11"W）面积7.01 平方千米，位于法国诺曼底大区卡爾瓦多斯省，该省份为法国西北部沿海省份，北濒大西洋英吉利海峡，东北与滨海塞纳省以海上边界相接，东临厄尔省，南至奧恩省，西与芒什省接壤。
与圣皮埃尔卡尼韦接壤的市镇（或旧市镇、城区）包括：欧比尼、埃帕内、诺龙拉拜、苏朗日、韦尔桑维尔、维莱卡尼韦。

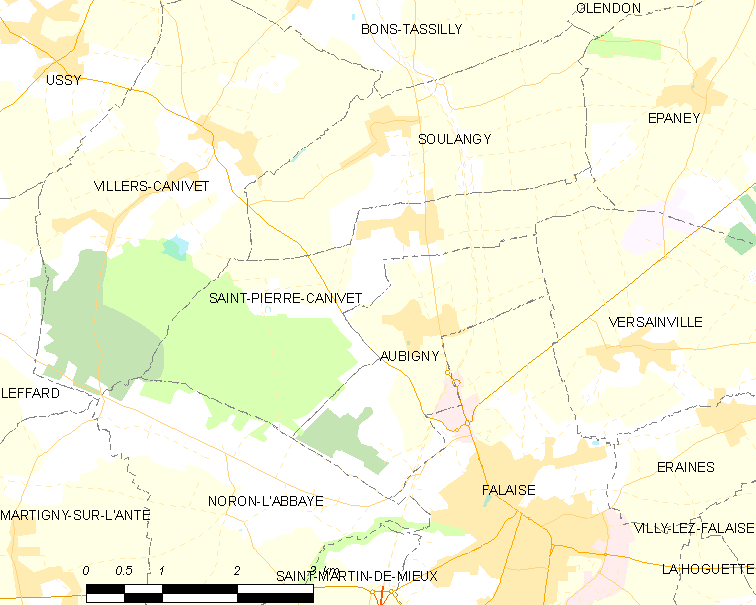
圣皮埃尔卡尼韦的OSM定位图

圣皮埃尔卡尼韦的时区为UTC+01:00、UTC+02:00（夏令时）。

## 行政
圣皮埃尔卡尼韦的邮政编码为14700，INSEE市镇编码为14646。

## 政治
圣皮埃尔卡尼韦所属的省级选区为法莱斯县。

## 人口

1962-2008年间圣皮埃尔卡尼韦人口变化图示

圣皮埃尔卡尼韦于2022年1月1日时的人口数量为461人。